# 혼일역대국도강리지도
혼일역대국도강리지도(混一歷代國都疆理地圖)는 16세기 중엽에 제작된 것으로 추정되는 조선의 세계지도이다. 혼일역대국도강리지도는 원래 일본에 소장되어 있던 것을 최근에 구입하여 현재 고려대학교 인촌기념관에 소장되어 있으며, 크기는 178×169센티이고 채색지도이다. 지도의 하단에 원나라의 발문이 들어 있다.  지도에 수록된 내용을 토대로 제작 시기를 추정해 보면, 대략 양자기의 지도가 제작된 1526년(중종 21) 이후에서 경상 좌수영이 동래로 이전되는 1544년(중종 39) 이전으로 볼 수 있다. 지도 제작의 저본이 된 것은 양자기의 여지도(輿地圖)로, 여기에 조선 부분을 추가하여 제작하였다. 현재 중국 다롄시(大連市) 뤼순 박물관(旅順博物館)에 소장되어 있는 양자기의 여지도와 혼일역대국도강리지도를 비교해 보면 전체적인 윤곽이 거의 유사함을 알 수 있다.

## 혼일강리역대국도지도와의 차이점
혼일강리역대국도지도(混一疆理歷代國都之圖)에서는 아프리카, 유럽 지역도 다뤘지만, 혼일역대국도강리지도는 그렇지 않다. 혼일역대국도강리지도는 철저하게 중국과 조선 지역을 중심으로 그려졌다. 혼일강리역대국도지도는 1402년(태종 2년)에 만들어졌다. 한편 혼일역대국도강리지도는 1526년(중종 21년)에서 1549년(명종 4년) 사이에 그려진 것으로 추정되므로 두 지도는 각각 만들어진 시기가 다르다. 혼일역대국도강리지도는 혼일강리역대국도지도에 비하여 조선의 각 도별 구분이 뚜렷해지고, 중국과 조선의 부분이 보완되었다. 또한 백두산이 혼일강리역대국도지도에서는 강조되지 않았으나, 혼일역대국도강리지도에서는 뚜렷하게 강조되어 나타나고 있다.

## 중화적 세계관 강화
혼일역대국도강리지도에서는 명대 양자기의 대명국지도의 영향을 받아서 중국과 조선 이외의 지역은 거의 다루지 않았다. 이는 16세기 성리학적 가치관의 성장으로 인해 중화적 세계관이 강화되어 나타난 결과물로 볼 수 있다. 조그만 동그라미로 묘사된 일본, 유구와 중국과 함께 자세히 묘사된 조선을 통해서 조선이 중국 다음의 문명국이라 생각하는 소중화 사상을 엿볼 수 있다.
★ 중화적 세계관"이라는 틀에서 벗어난 의문을 제기하고 각자의 시각에서 창의적인 시각으로 바라봐야 할 때 ★
중화적 세계관이 아니고 조선의 주 무대 였기 때문에 지도의 용도상 중요 표시하였을 가능성이 크다 무턱대고 중화사상이라고 틀에 끼워 맞추는 것은 틀린 사관이다. 본 지도 상 중원에 중국이나 명나라의 표기는 없다, 그러므로 지도상으로는 중원 대륙이 조선의 일부로 보아야한다.

## 대명국지도의 영향
대명국지도는 1526년 명나라에서 양자기에 의하여 제작된 세계지도이다. 여지도, 양자기발 대명국지도, 양자기발 여지도라고 불리기도 한다.대명국지도에는 원나라적 세계관이 반영된 기존 중국의 세계지도와는 달리 서역, 인도, 유럽, 아프리카 지역이 제거되어 있다. 대명국지도는 중국은 정밀하게 그린 반면에 조선, 일본, 유구 등은 단순하게 표현했다. 이러한 점에서 대명국지도는 원나라적 세계관에서 기존 중화적 세계관으로의 회귀를 보여주는 지도임을 알 수 있다. 혼일역대국도강리지도는 바로 이러한 대명국지도에 나타난 세계관을 받아들여서 반영된 세계지역을 과감히 줄이고, 중국 땅은 대명국지도를, 조선 땅은 혼일강리역대국도지도를 바탕으로 하여 만들어졌다.

## 보존 본 현황
대한민국에는 고려대학교 인촌기념관에 1개가, 일본에는 3개가 남아있다.

## 참고 문헌
- 문중양, 《우리역사 과학기행》, 서울: 동아시아, 2006년
- 한영우·안휘준·배우성, 《우리 옛지도와 그 아름다움》, 서울: 효형출판, 2003년
- 우리역사넷> 한국문화사 >  >  > 제4장 땅의 표현과 기술 > 2. 세계 지도, 세계관의 표상